# Língua kuama
Kuaama (também chamada Afan Mao, Amam, Gogwama, Goma, Gwama, Koma de Asosa, Nokanoka, Koma Norte, T'wa Kwama, Takwama) é uma língua Koman falada no sul da região Benishangul-Gumaz da Etiópia, ao longo da fronteira como o Sudão entre Asosa e Gidami.